# Frédéric-Chopin-Museum Warschau

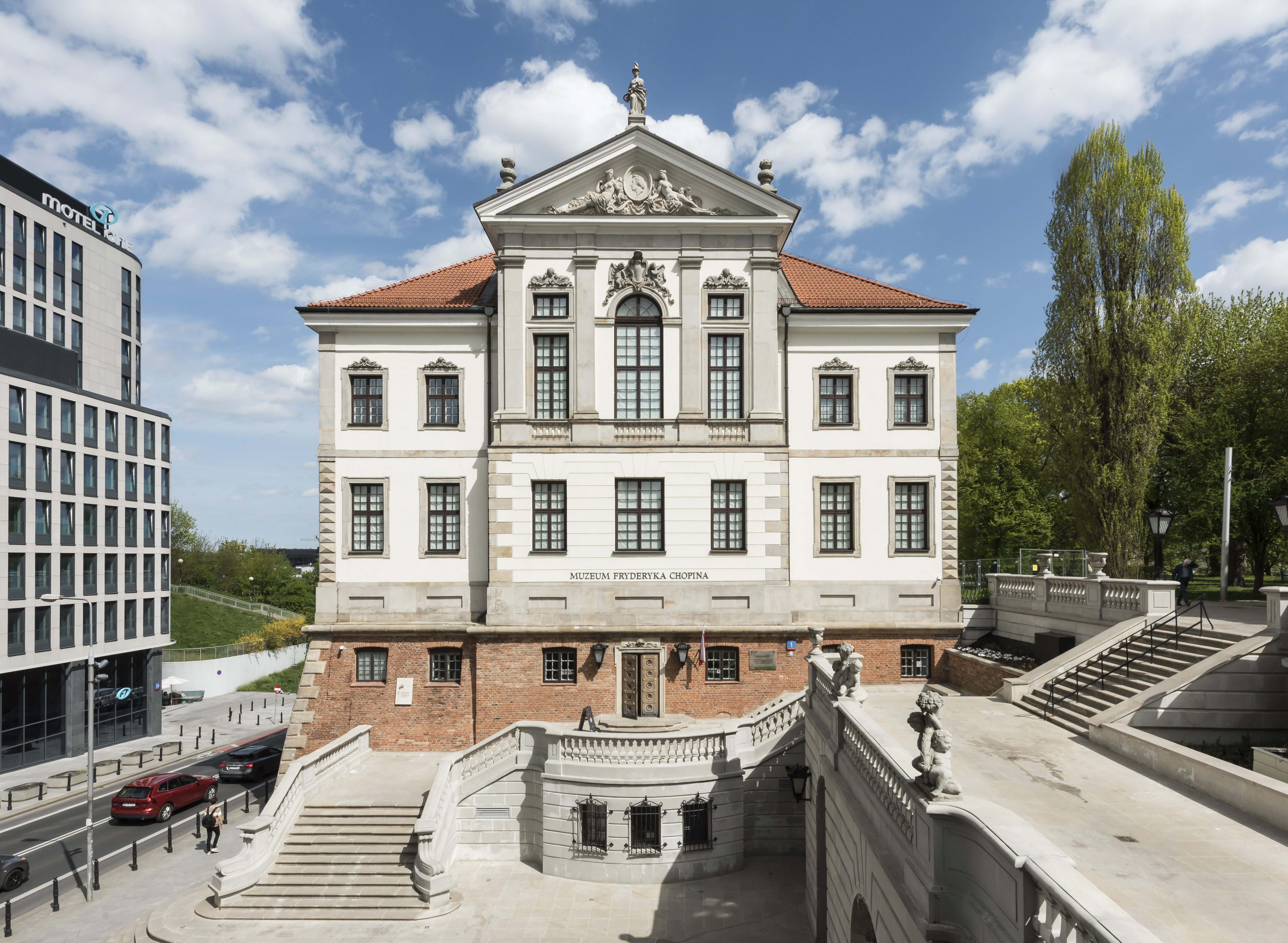
Ostrogski-Palast in Warschau, der Sitz des Frédéric-Chopin-Museums.

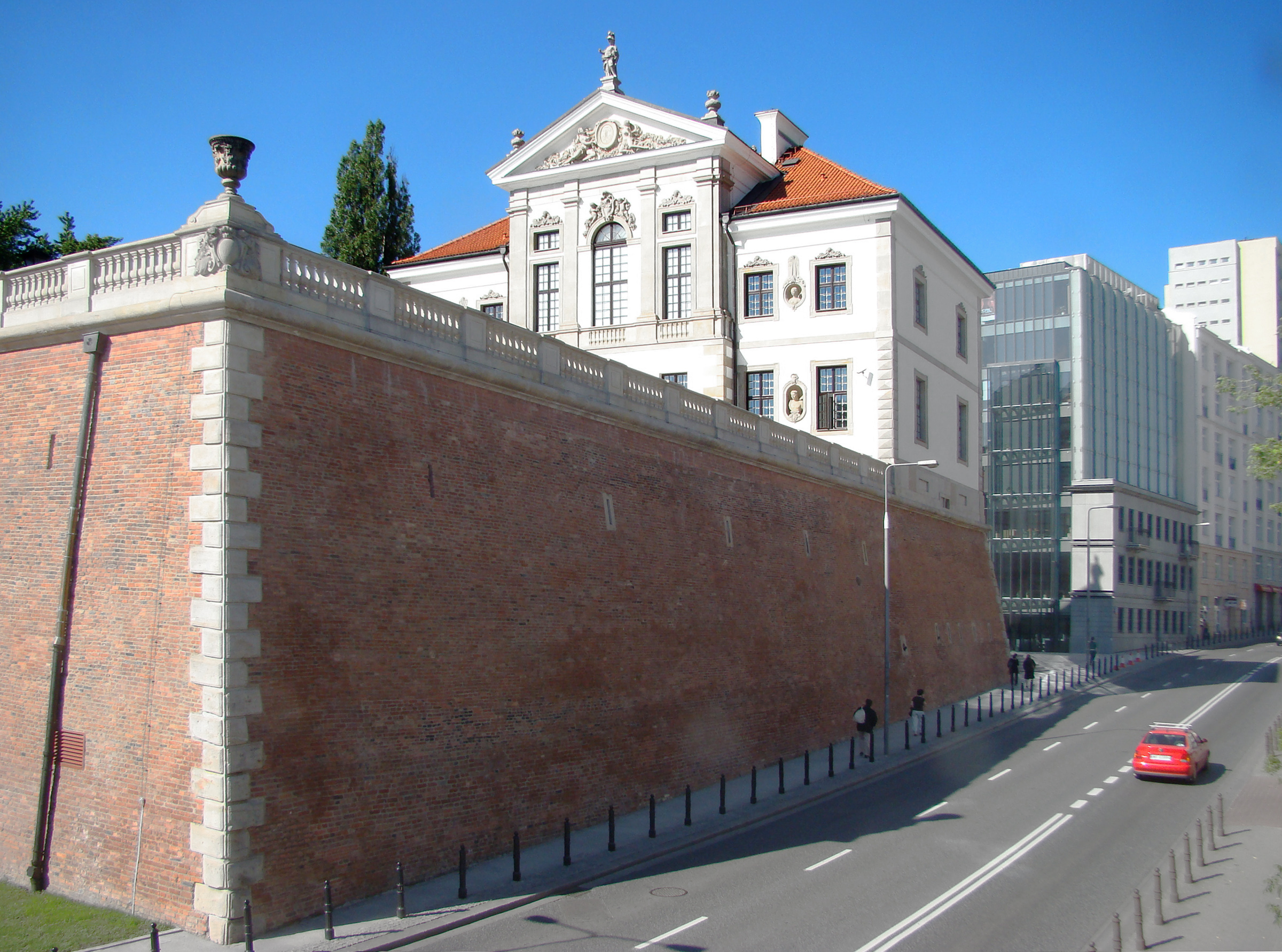
Ostrogski-Palast

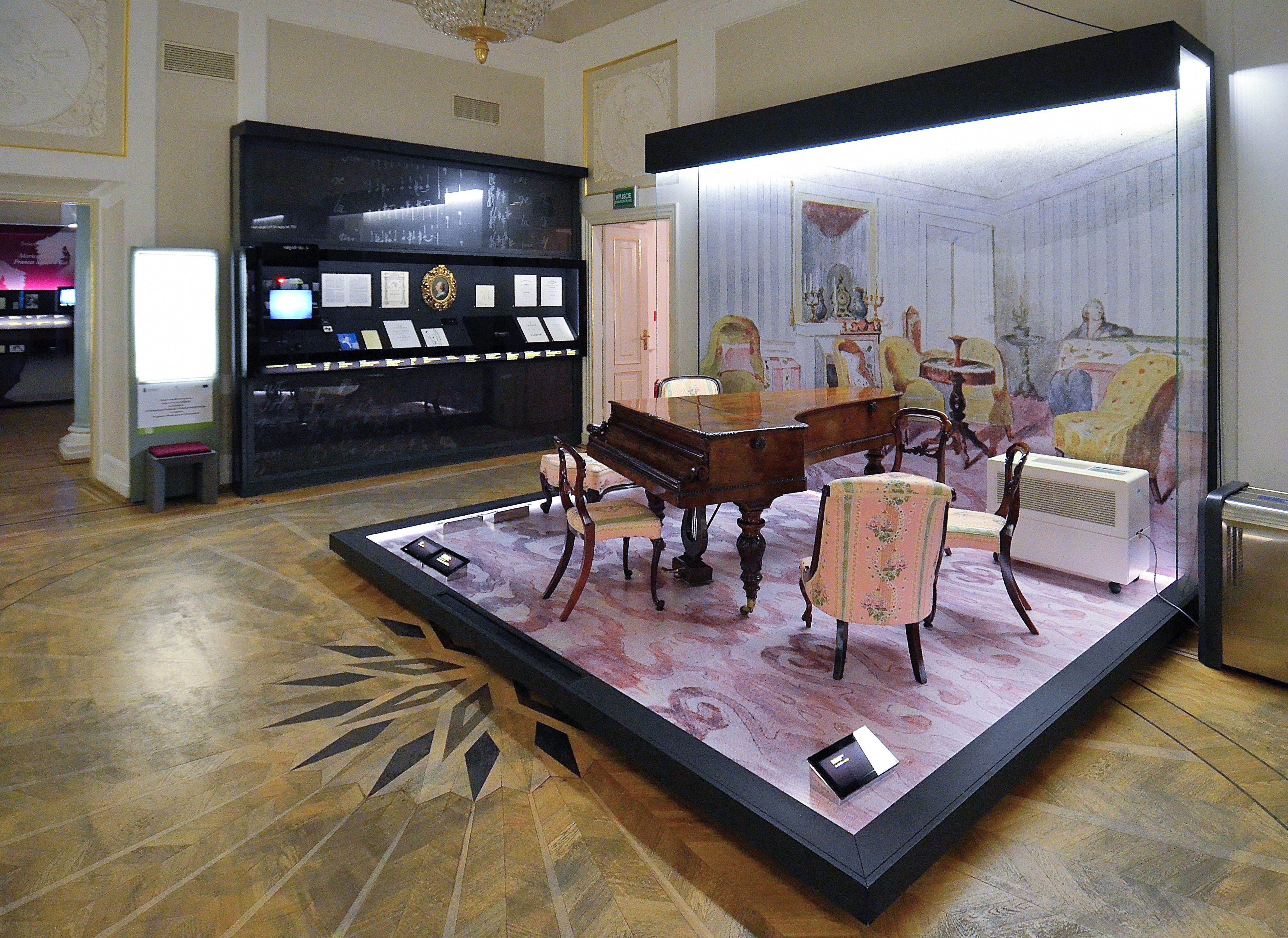
Chopins letztes Klavier: Pleyel-Flügel Nr. 14810.

Das Frédéric-Chopin-Museum in Warschau (polnisch Muzeum Fryderyka Chopina w Warszawie) ist ein 1955 gegründetes Personenmuseum mit Sitz im Ostrogski-Palast (Zamek Ostrogskich w Warszawie). Es ist ausschließlich dem Leben und Werk Frédéric Chopins gewidmet.
Der Ostrogski-Palast wurde nach Entwurf des Architekten Tylman van Gameren in der zweiten Hälfte des 17. Jahrhunderts errichtet und befindet sich in der Tamka-Straße 41 im Stadtteil Powiśle.
Das Museum wird seit 2005 vom Nationalen Frédéric-Chopin-Institut (Narodowy Institut Fryderyka Chopina, Sitz: Centrum Chopinowskie,  ul. Tamka 43, Warszawa) verwaltet. Zum Museum gehören auch Zweigstellen in Frédéric Chopins Geburtshaus in Żelazowa Wola bei Sochaczew sowie der Salon der Familie Chopin im Czapski-Palast an der Krakowskie-Przedmieście-Straße.
Die Sammlungen des Museums bestehen aus etwa 7000 Objekten, u. a. Handschriften, Briefe, Lichtbilder, Juwelen und Grafiken.
Ein Teil der Sammlungen wurde 1999 in die Liste des UNESCO-Weltdokumentenerbe eingetragen. Die Ausstellung im Ostrogski-Palast zeigt nur einen Teil dieser Exponate. Am 1. März 2010 wurde eine neu gestaltete multimediale Ausstellung eröffnet, von der italienischen Firma Migliore + Servetto entworfen.
Die Ausstellungsräume befinden sich auf fünf Ebenen, von −2 bis +2 gekennzeichnet. Die Besucher können die Reihenfolge der Besichtigung selbst bestimmen.
- Auf der Ebene „–2“ sind die Räume für temporäre Ausstellungen sowie ein Abhörraum.
- Auf der Ebene „–1“ befindet sich neben dem Abguss der linken Hand des Pianisten sowie das Klavier von der Pariser Firma Sebastian Erard (Nr. 26 606) aus dem Jahr 1856, das einst Franz Liszt gehörte. Jeden Donnerstag treten hier junge Pianisten, Studenten der Fryderyk-Chopin-Universität für Musik auf.
- Die „0“-Ebene ist der Jugend in Żelazowa Wola und dem Warschauer Aufenthalt von Chopin gewidmet.
- Die „+1“-Ebene ist der Pariser Periode gewidmet. Hier befindet sich der Pleyel-Flügel (Nr. 14 810) aus den letzten Lebensjahren des Komponisten. Im „Frauensaal“ sind die Andenken an die Frauen, die im Leben Chopins eine wichtige Rolle spielten, an seine Mutter und Schwester sowie an Maria Kalergis, Pauline Viardot, Jane Stirling und George Sand. Der letzte Saal veranschaulicht die Sommeraufenthalte Chopins mit George Sand in der Ortschaft Nohant-Vic in den Jahren 1839 bis 1846.
- Die „+2“-Ebene ist den letzten Lebensjahren Chopins gewidmet. Dort befindet sich seine Totenmaske sowie Kopien der Artikel von Jane Stirling aus der englischen Presse, die nach dem Tode des Komponisten erschienen sind.